# كابور وأولاده
كابور وأولادة (بالإنجليزية: Kapoor & Sons)‏ فيلم كوميدي رومنسي درامي هندي قادم من إخراج شاكون بترا، والموسيقى من شنكر-إحسان-لوي ومن إنتاج كارن جوهر. ومن بطولة سيدهارت ملهوترا وفواد خان وعليا بهات. وتم اصداره في 18 مارس 2016.

## البطولة
- سيدهارت مالهوترا بدور آريان كابور
- فواد خان بدور افيناش كابور «آفي»
- عاليا بهات بدور بريا
- ريشي كابور بدور آمارجيت كابور
- سانجاي دوت بدور جاسويندر سينغ «جاسي»
- آمريتا بوري بدور مايا

## الإنتاج
أعلن كاران جوهر في سنة 2015 عن فيلمه المقبل بعنوان "Kapoor & Sons" والذي سيضم عاليا بهات في البطولة النسائية. وسيدهارت ملهوترا والحبيب فواد خان. وقال جوهي «لدينا نجوم أنيقين جدا». والفيلم يدور حول الأخوين سيدهارت وفواد. وسيكون ريشي كابور في دور جد الأبطال الذكور. وكذلك سيضم الفيلم سنجاي دوت وآمريتا بوري.

## وصلات خارجية
- كابور وأولاده على موقع IMDb (الإنجليزية)
- كابور وأولاده على موقع ميتاكريتيك (الإنجليزية)
- كابور وأولاده على موقع روتن توميتوز (الإنجليزية)
- كابور وأولاده على موقع نتفليكس (الإنجليزية)
- كابور وأولاده على موقع قاعدة بيانات الأفلام العربية
- كابور وأولاده على موقع ألو سيني (الفرنسية)
- كابور وأولاده على موقع أول موفي (الإنجليزية)
- كابور وأولاده على موقع بوكس أوفيس موجو (الإنجليزية)
- كابور وأولاده على موقع فيلمافينيتي (الإسبانية)
- كابور وأولاده على موقع قاعدة بيانات الفيلم (الإنجليزية)